# 쌀 품종 목록
쌀의 종류란 쌀의 다양한 품종이나 종간 잡종, 아종, 도정에 따른 차이를 말한다.

## 다른 쌀 종 및 잡종
- 아프리카벼
- 네리카 : 아프리카벼와 벼(아시아벼)의 잡종
- 줄 (식물)
- 줄속

## 품종 분류
- 인디카 쌀
- 자포니카
- 향미쌀
- 찹쌀
- 흑미
- 재스민 쌀
- 자바니카 쌀

## 쌀 개별 품종
- 통일벼
- 고시히카리
- 새누리 (쌀)
- 칼로스 (쌀)
- 신동진 (쌀)
- 새일미 (쌀)

## 도정 및 발아, 처리에 따른 구분
- 백미
- 현미
- 발아현미
- 쌀눈쌀 : 쌀눈을 남겨두고 쌀겨(미강)을 모두 제거한 쌀.
- 찐쌀
- 납작쌀